# جيمس قاولد
جيمس قاولد (بالإنجليزية: James Gould)‏ هو محامي وقاضي أمريكي، ولد في 5 ديسمبر 1770 في برانفورد ‏ في الولايات المتحدة، وتوفي في 11 مايو 1838 في ليتشفيلد في الولايات المتحدة.